# Gregorio Mayans y Siscar

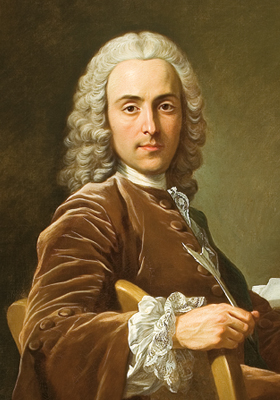
Porträt von Gregorio Mayans y Siscar, Louis-Michel van Loo zugeschrieben

Gregorio Mayans y Siscar (* 9. Mai 1699 in Oliva; † 21. Dezember 1781 in Valencia) war ein spanischer Jurist, Historiker, Philologe, Romanist und Hispanist.
Mayans studierte Jura in Valencia und Salamanca. Ab 1723 lehrte er Jura in Valencia, wurde aber 1730 aus dieser Position verdrängt und ging als königlicher Bibliothekar nach Madrid. Ab 1740 lebte er als Gelehrter in Oliva und führte eine europaweite Korrespondenz, die in 25 Bänden herausgegeben wurde. Mayans gehört zu den bedeutenden Köpfen der spanischen Aufklärung.
1763 wurde er zum auswärtigen Mitglied der Göttinger Akademie der Wissenschaften gewählt.

## Veröffentlichungen (Auswahl)
- Orígenes de la lengua española compuestos por varios autores, 2 Bde., Madrid 1737, 1873, 1981
- La Vie de Michel de Cervantes Saavedra, Amsterdam 1740 (span. Original 1738)
- Gramática de la lengua latina, Valencia 1771
- Rhetórica, 2 Bde., Valencia 1786, Oviedo 1989
- Epistolario, hrsg. von Antonio Mestre, 25 Bde., Valencia 1972–2011
- Obras completas, hrsg. von Antonio Mestre, 5 Bde., Valencia 1983–1986
  - 1. Historia
  - 2. Literatura
  - 3. Retórica
  - 4. Regalismo y jurisprudencia
  - 5. Ensayos y varia